# هومولون
هومولون (به انگلیسی: Humulone) یک ترکیب شیمیایی با شناسه پاب‌کم ۴۴۲۹۱۱ است. 